# Lista över bästsäljande Playstation 4-spel

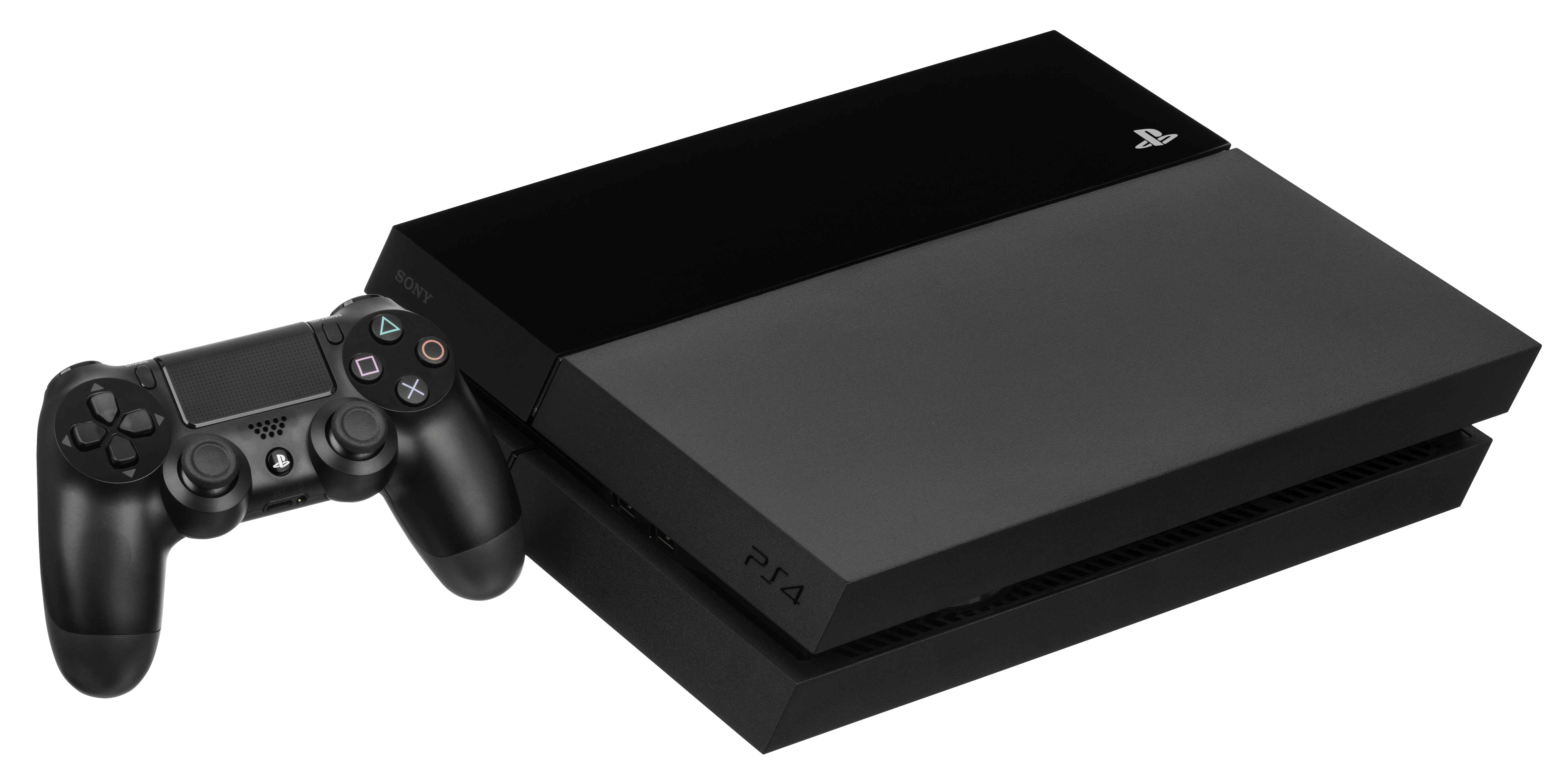
Playstation 4

Detta är en lista över Playstation 4-spel som har sålt eller skeppat minst en miljon exemplar.

## Listan
| Titel                          | Sålda exemplar | Försäljningsandelar | Släppdatum                                                           | Genre                                | Utvecklare               | Utgivare                    |
| ------------------------------ | -------------- | ------------------- | -------------------------------------------------------------------- | ------------------------------------ | ------------------------ | --------------------------- |
| Grand Theft Auto V             | 7.24 miljoner  | i.u.                | 18 november 2014                                                     | Actionäventyr Sandlådespel           | Rockstar North           | Rockstar Games              |
| Call of Duty: Advanced Warfare | 6.78 miljoner  | i.u.                | 4 november 2014                                                      | Förstapersonsskjutare                | Sledgehammer Games       | Activision                  |
| FIFA 15                        | 6.24 miljoner  | i.u.                | NA: 23 september 2014 EU: 25 september 2014                          | Sportspel                            | EA Canada                | EA Sports                   |
| Destiny                        | 4.97 miljoner  | i.u.                | 9 september 2014                                                     | Actionrollspel Förstapersonsskjutare | Bungie                   | Activision                  |
| Watch Dogs                     | 3.71 miljoner  | i.u.                | 27 maj 2014                                                          | Actionäventyr                        | Ubisoft Montreal         | Ubisoft                     |
| Assassin's Creed: Unity        | 3.33 miljoner  | i.u.                | JP: 20 november 2014 NA: 11 november 2014 EU: 13 november 2014       | Actionäventyr                        | Ubisoft Montreal         | Ubisoft                     |
| Far Cry 4                      | 3.29 miljoner  | i.u.                | 18 november 2014                                                     | Förstapersonsskjutare actionäventyr  | Ubisoft Montreal         | Ubisoft                     |
| Killzone: Shadow Fall          | 2.1 miljoner   | i.u.                | JP: 22 februari 2014 NA: 15 november 2013 PAL: 29 november 2013      | Förstapersonsskjutare                | Guerrilla Games          | Sony Computer Entertainment |
| Driveclub                      | 2 miljoner     | i.u.                | NA: 7 oktober 2014 EU: 8 mars 2014                                   | Racingspel                           | Evolution Studios        | Sony Computer Entertainment |
| Bloodborne                     | 1 miljon       | i.u.                | JP: 26 mars 2015 NA: 24 mars 2015 EU: 25 mars 2015 AUS: 25 mars 2015 | Actionrollspel                       | From Software            | Sony Computer Entertainment |
| Infamous Second Son            | 1 miljon       | i.u.                | 21 mars 2014                                                         | Actionäventyr                        | Sucker Punch Productions | Sony Computer Entertainment |
| The Last of Us Remastered      | 1 miljon       | i.u.                | NA 29 juli 2014 AU 30 juli 2014 EU 20 juli 2014 UK 1 augusti 2014    | Actionäventyr, survival horror       | Naughty Dog              | Sony Computer Entertainment |

Totalt antal Playstation 4-spel sålda sedan januari 2015: 81,8 miljoner.